# Blitum acuminatum
Blitum acuminatum är en amarantväxtart som beskrevs av Philipp Johann Ferdinand Schur. Blitum acuminatum ingår i släktet Blitum och familjen amarantväxter. Inga underarter finns listade i Catalogue of Life.